# ミズトンボ属

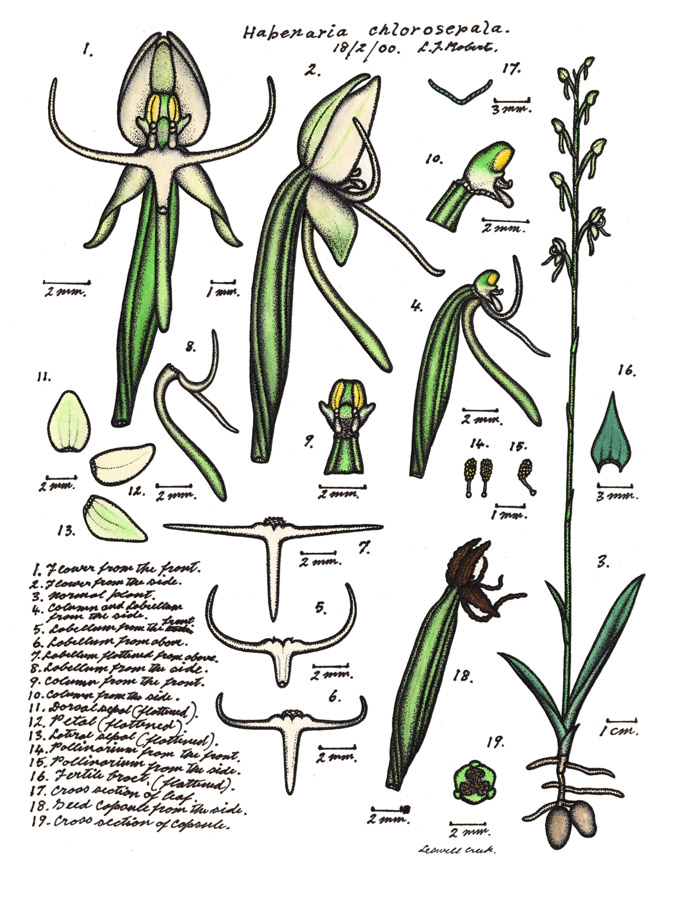
Habenaria chlorosepala・図版

ミズトンボ属 Habenaria は、ラン科植物の1群。地上生で、地下に球形に近い形の根茎を持つ。花が美しくてよく栽培される種を含む。

## 概説
ミズトンボ属は、日本ではかつてサギソウがこれに所属していた。湿地に生え、地下に球状の根茎を持ち、細長い葉を寝際から生じる。細長い花茎に花を穂状に着け、花は蕊柱がごく短くて、その先端近くには左右に離れて細長い葯が並んでいるのが正面からはっきり見て取れる。唇弁は基部に長い距があり、左右に広がった裂片がよく目立つ。この種は現在では本属から分けられているが、ミズトンボ属はほぼこの様な特徴を備えたものである。ごく地味な花をつけるものもあるが、サギソウ同様に鑑賞価値が高く、栽培されているものも多い。洋ランとしては学名仮名読みのハベナリアで流通しているが、栽培は一般の洋ランと異なる点が多く、多くはさほど普及はしていない。
花の美しい野生ランとして有名なサギソウをこの属に含めていたことから、属の和名としてはサギソウ属も用いられた。学名はラテン語の Habena に由来し、これは革紐、あるいは手綱の意味であるが、葯の形からとも、唇弁や花弁が細裂する様子にちなむとも言われる。

## 特徴

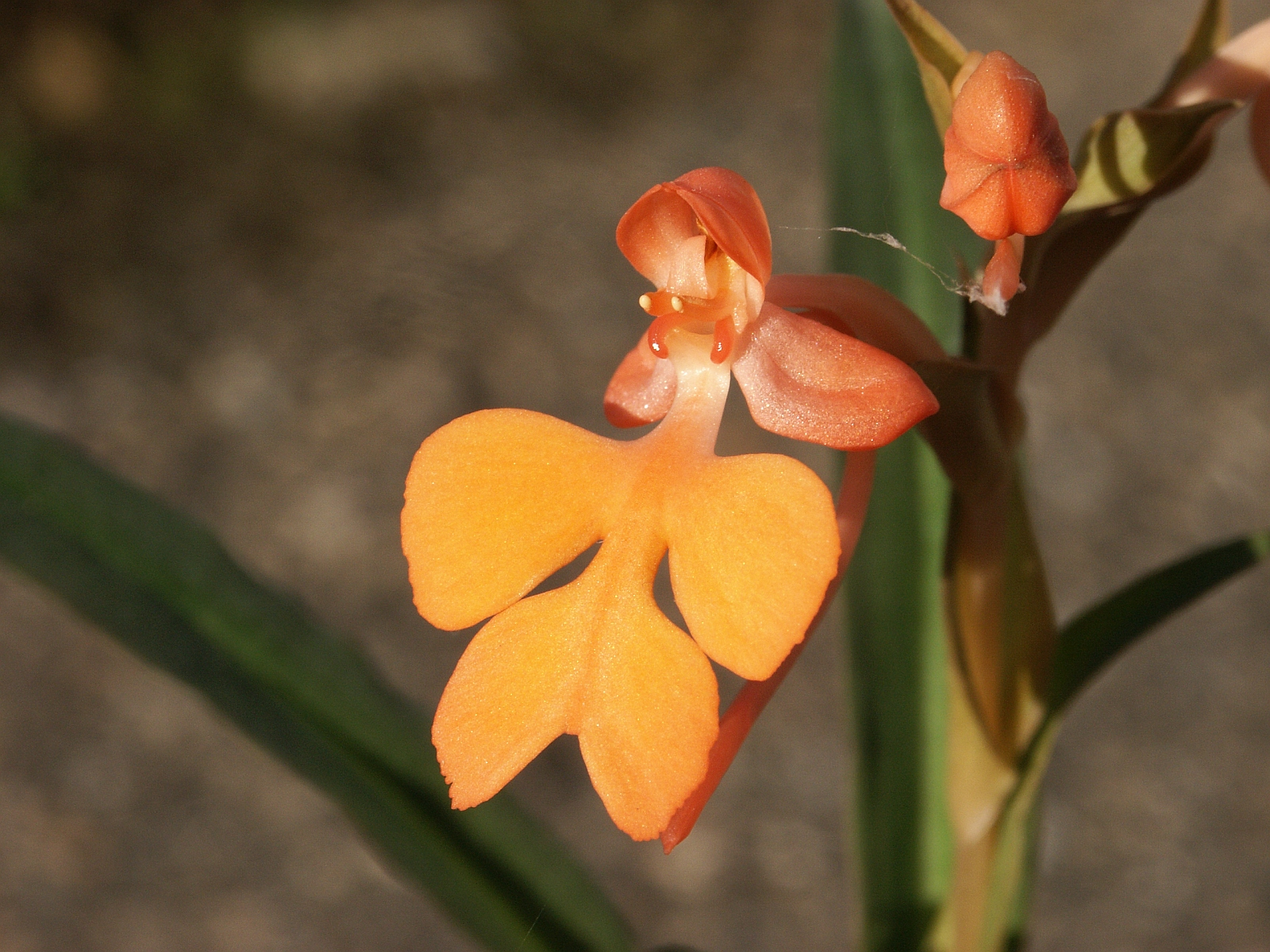
Habenaria rhodocheila
唇弁基部の上に柱頭が突出しているのが見える

地下に球形の塊茎を持ち、そこから細い茎を直立させる。葉は基部が鞘になっており、細長くて互生する。花は茎の先端近くに穂状、または総状に着く。花の萼片はほぼ同形で、上のものが幅広くなる場合がある。側花弁は単純な形をしているものが多いが、2裂する例もある。唇弁は蕊柱の基部と連結しており、多くは距があって、普通は3裂している。側裂片の縁は滑らかなものが多いが、縁が櫛の歯状に裂ける例がある。蕊柱は短い。葯は蕊柱にあって葯室は平行か、下部が開く形に配置し、基部は筒状となる場合がある。花粉塊は棍棒状から洋なし型で、粘着体が裸出する。柱頭は葯の下部にあり、球形から棍棒状の突起となる。
落葉生であり、地下の根茎だけで休眠する時期を持つ。

## 分布と生育環境
熱帯から亜熱帯を中心に、世界で葯600種が知られる。その分布は新旧大陸にわたるが、種数が多いのは熱帯アフリカと北半球の温帯域である。基本的には地上生であり、草原や湿地、林内の地上に生育するが、流水中に生じるものやコケの間に根を伸ばしてほぼ着生に近い状態で生じるものも含まれる。

## 分類
この属は蕊柱の側方にある2個の柱頭が蕊柱より突出すること、花粉塊の粘着体が裸出すること、唇弁が三裂すること、根茎が球状であることなどを特徴とする。
上記のように極めて種数が多い。細分属について考えられてもいるが、確定したものはない。日本産のものでは植物体や花が小型で柱頭の突出が弱いものをムカゴトンボ属 Preistylus として分ける判断もあるが、厳密には区分出来ないとのこと。なお、サギソウは現在は別属とされている。が、ダイサギソウは現在も本属である。
日本には以下のような種が知られる。
- Habenaria
  - H. dentata　ダイサギソウ
  - H. linearifolia　オオミズトンボ
  - H. longitentaculata　ナメラサギソウ
  - H. sagittifera　ミズトンボ
  - H. stenopetala　ナガバサギソウ

以下の種はムカゴトンボ属とされることがあるもの。
- H. flagelliferum　ムカゴトンボ
- H. iyoensis　イヨトンボ
- H. lacerifera　タコガタサギソウ
- H. tentaculata　タカサゴサギソウ

## 利用
鑑賞価値の高いものは栽培される。日本ではサギソウが最も重要で、よく栽培され、そのために採集圧も大きく、現在では絶滅危惧種となっている。サギソウはハベナリア近縁属では例外的に栄養繁殖しやすく、栽培下での系統維持が可能だが、それ以外の種類は一般的に長期栽培は困難である。ダイサギソウも栽培繁殖は比較的行われ、流通もしているが日本の気候に適応している国産系統以外は維持が困難である。オオミズトンボやミズトンボも形が面白く、栽培されることがあるが、栽培はさらに難しい。
国外の種は洋ランとして扱われ、略号は Hab. である。ただし、サギソウに類似のものはこれに類した扱いを受ける。そのため洋ランとしては学名仮名読みのハベナリアの名で流通するが、○○サギソウの名で流通する例もある。全体には特殊な栽培管理を求めるものが多く、入手も難しいものが多い。比較的よく知られたものにハベナリア・ロドケイラ H. rhodocheila があり、この種は中国南部からマレーに産し、唇弁が広く、花色が朱色から黄色まで変異が多く、美しい。また、 H. myriotricha H. medusae などは唇弁が極端に深く裂け、まるで糸の束のようになって見応えがある。また人工交配も行われている。
本属は寒冷地から熱帯域まで広く分布するが、本州の平低地と同程度の気候区分に生育する種類は日本国内にほとんど導入されていない。観賞価値の高い種類はほぼ暑がるか寒がるかの両極端で、温度調整なしで栽培できる種類はほとんど流通していない。園芸流通している種類の多くは東南アジア産（およびそれらの交配種）で、一般的に冬期の低温にきわめて弱く、本格的な加温温室を用意しなければ長期維持が難しい。温度条件がクリアできたとしても、ごく一部の例外を除いて栄養繁殖しにくく、ウイルス耐性に乏しいため一般的に個体寿命が短い。実生更新する場合も自家受粉だと近交弱勢が生じ、異種間交配だと稔性が下がって後代が育成しづらくなる。これらの特性から、日本国内では一部の園芸業者が輸入・増殖を試みているものの販売個体はほぼ消耗品になっており、購入した趣味家から増殖普及した事例は知られていない。

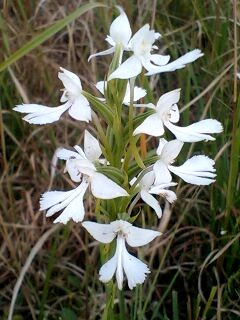
ダイサギソウ
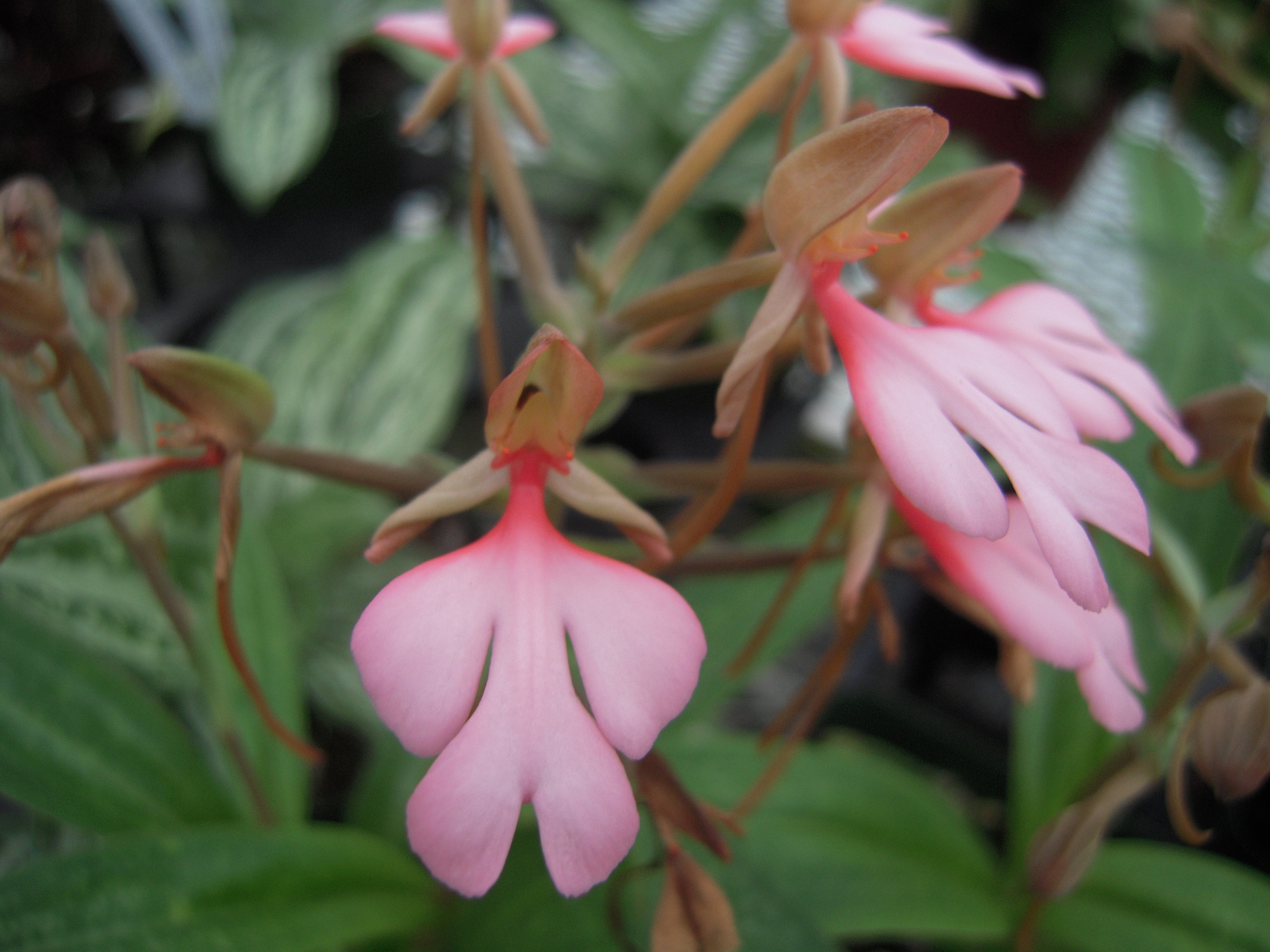
ロドケイラ・桃花
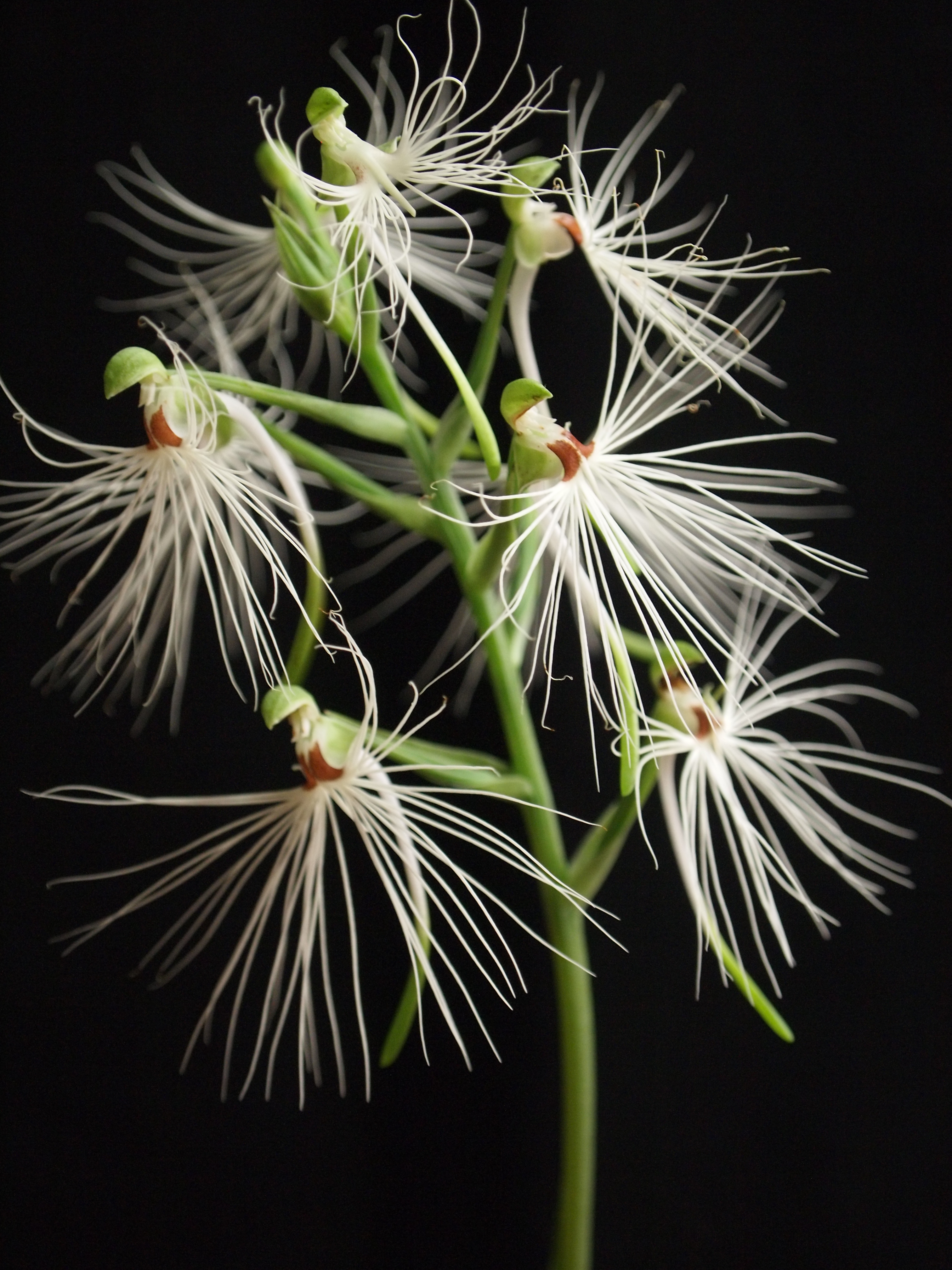
H. medusae